# برکلی لیک (جورجیا)
برکلی لیک، جورجیا (به انگلیسی: Berkeley Lake, Georgia) یک شهر در ایالات متحده آمریکا با جمعیت ۱٬۵۷۴ نفر است که در جورجیا واقع شده‌است.

## موقعیت جغرافیایی
موقعیت جغرافیایی شهرها و مناطق اطراف به شرح زیر است: